# يولاندا فوكس
يولاندا مارغريت بيتز فوكس (من 29 نوفمبر 1928 إلى 22 فبراير 2016) مغنية وناشطة حقوقية أمريكية وحاملة لقب ملكة جمال والتي توجت ملكة جمال أمريكا 1951.

## الروابط الخارجية
- السيرة يولاندا فوكس الذاتية على موقع ملكة جمال أمريكا
- ملكة جمال الأباما الموقع الرسمي

| الجوائز و الإنجازات | الجوائز و الإنجازات    | الجوائز و الإنجازات    |
| ------------------- | ---------------------- | ---------------------- |
| سبقه جاك ميرسر      | ملكة جمال أمريكا 1951  | تبعه كولين كاي هاتشينز |
| سبقه فريدا روزر     | ملكة جمال الأباما 1950 | تبعه جين مودي          |